# Szalkszentmárton
Szalkszentmárton is een plaats (község) en gemeente in het Hongaarse comitaat Bács-Kiskun. Szalkszentmárton telt 3016 inwoners (2002).